# 1737 en littérature
| Années de la littérature : 1734 - 1735 - 1736 - 1737 - 1738 - 1739 - 1740    |
| Décennies de la littérature : 1700 - 1710 - 1720 - 1730 - 1740 - 1750 - 1760 |

Cet article présente les faits marquants de l'année 1737 en littérature.

## Événements
- 2 mars : Samuel Johnson et son ancien élève David Garrick quittent Lichfield pour tenter leur chance à Londres[1].
- Juillet : le chancelier Henri François d'Aguesseau proclame oralement la proscription en France de la production de romans[2] ; cette loi n'est jamais approuvée formellement et engoue à l'écriture et lecture des romans.

- Frédéric II de Prusse écrit ses Considérations sur l’état présent du corps politique de l’Europe[3].

## Parutions
- Marivaux, Pharsamon, ou les Nouvelles Folies romanesques, Paris, Prault père, 1737 (présentation en ligne), rédigé en 1713.

## Naissances
- 19 janvier : Jacques-Henri Bernardin de Saint-Pierre, écrivain et botaniste français († 21 janvier 1814).